# …And Justice for All
 Denne artikel omhandler Denne artikel omhandler albummet ...And Justice For All. For filmen af samme navn, se ...And Justice for All (film).
…And Justice For All er det fjerde album fra heavy metal-bandet Metallica. Det blev udgivet i 1988 og det første studiealbum med bassisten Jason Newsted. Albummet er samtidigt det sidste der blev produceret af Flemming Rasmussen. Produktionen på pladen er kontroversiel, navnlig fordi bassen er nærmest ikke-eksisterende. Dette skyldes ifølge Metallica interne kampe i bandet hvor James Hetfield og Lars Ulrich satte henholdsvis guitar og trommer helt i front. Bandet har senere erkendt at dette var en fejl.

## Numre
1. "Blackened" – 6:42
2. "…And Justice For All" – 9:45
3. "Eye Of The Beholder" – 6:25
4. "One" – 7:24
5. "The Shortest Straw" – 6:35
6. "Harvester of Sorrow" – 5:45
7. "The Frayed Ends of Sanity" – 7:43
8. "To Live Is to Die" – 9:48
9. "Dyer's Eve" – 5:13
10. "The Prince" (Diamond Head) kun i japansk version – 4:24

## Musikere
- James Hetfield – Rytme Guitar / vokal
- Lars Ulrich – Trommer
- Kirk Hammett – Guitar
- Jason Newsted – Bas

## Singler
- "One" – 1988
- "Harvester of Sorrow" – 1988 (UK)

## Placering på hitlister

### Album
| År   | Hitliste          | Placering |
| ---- | ----------------- | --------- |
| 1988 | The Billboard 200 | #6        |
| 1988 | UK Albums Chart   | #4        |